# Giornata della lingua cinese nelle Nazioni Unite
La giornata della lingua cinese nelle Nazioni Unite è una ricorrenza istituita dal Dipartimento dell'informazione pubblica delle Nazioni Unite nel 2010 «per celebrare il multilinguismo e la diversità culturale, nonché per promuovere un uso uguale di tutte e sei le lingue ufficiali di lavoro in tutta l'Organizzazione».
Si celebra il 20 aprile, data scelta per celebrare Cangjie, personaggio mitico e presunto inventore dei caratteri cinesi, utilizzati nella lingua cinese, e corrispondente approssimativamente a Guyu nel calendario cinese. I cinesi celebrano Guyu (letteralmente "pioggia del miglio" che in genere inizia appunto intorno a questa data): secondo una leggenda quando Cangjie inventò i caratteri cinesi, le divinità e i fantasmi gridarono e "piovve il miglio".
Nel 2010 è stata celebrata il 12 novembre.
La ricorrenza si celebrata nelle Nazioni Unite e in Cina per valorizzare la lingua e la cultura cinese nel mondo.